# Karl V

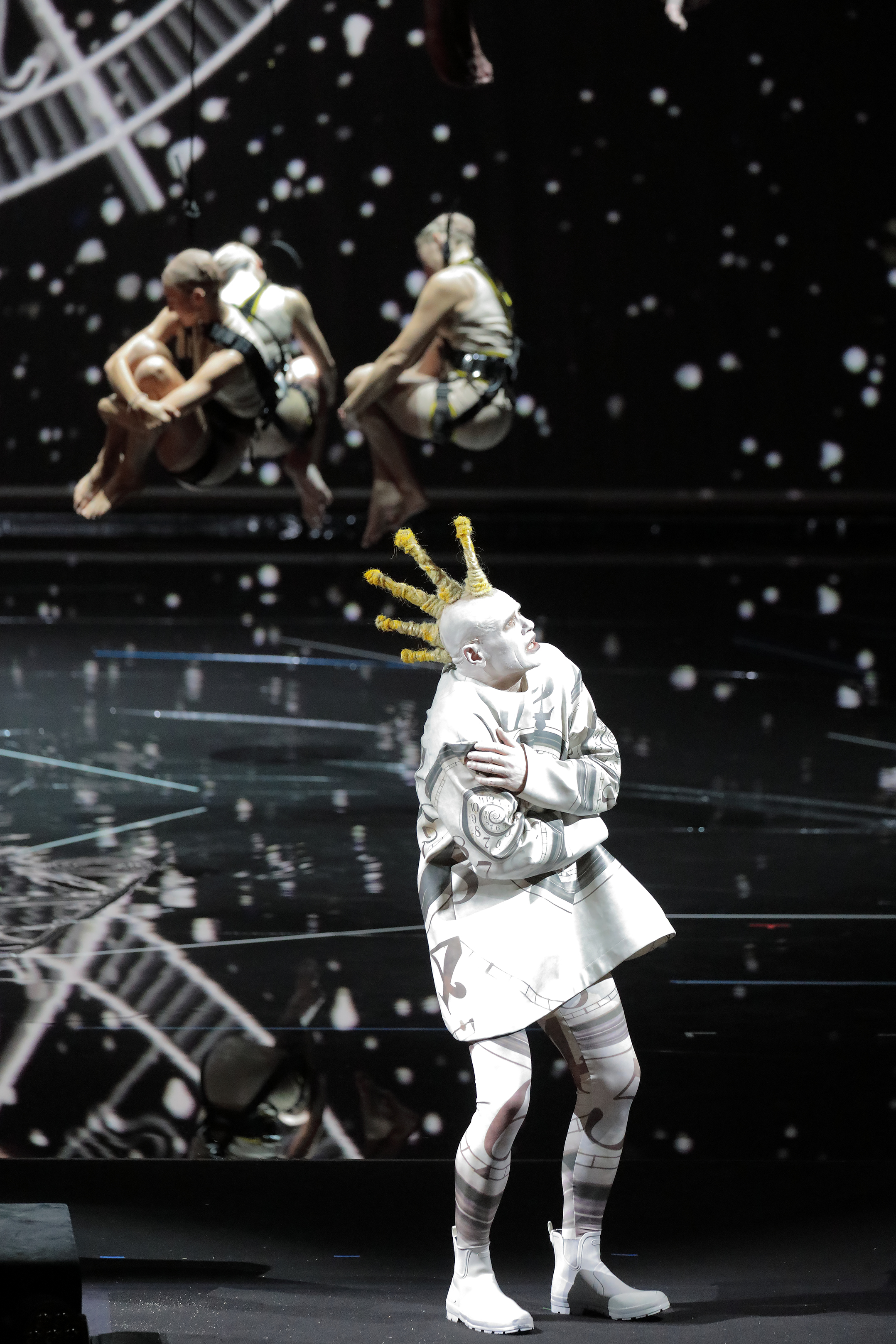
Una imagen de la ópera Karl V

Karl V (título original en alemán; en español, Carlos V); opus 73) es una ópera con música y libreto de Ernst Krenek. Compuesta entre  1931 y 1933, se estrenó el 22 de junio de 1938 en Praga. Drama musical basado en la música serial y prohibida en 1934 en la Alemania nazi, combina música, pantomima, cine y teatro hablado.
Es una ópera poco representada en la actualidad; en las estadísticas de Operabase aparece con solo una representación en el período 2005-2010.

## Personajes
| Personaje                                        | Tesitura      | Reparto del estreno, 22 de junio de 1938 (Director: Karl Rankl) |
| ------------------------------------------------ | ------------- | --------------------------------------------------------------- |
| Carlos V                                         | barítono      | Pavel Ludikar                                                   |
| Juana de Castilla, su madre                      | contralto     |                                                                 |
| Leonor de Austria, su hermana                    | soprano       |                                                                 |
| Fernando I, su hermano                           | tenor         |                                                                 |
| Isabel de Portugal, su esposa                    | soprano       |                                                                 |
| Juan de Regla, su confesor                       | papel hablado |                                                                 |
| Henri Mathys, su médico                          |               |                                                                 |
| Francisco de Borja                               | tenor         |                                                                 |
| Alarcón, capitán                                 | papel hablado |                                                                 |
| Fernando Álvarez de Toledo, tercer duque de Alba | papel hablado |                                                                 |
| Georg von Frundsberg, capitán                    | pape hablado  |                                                                 |
| Canciller imperial                               |               |                                                                 |
| Francisco I, rey de Francia                      | tenor         |                                                                 |
| Frangipani                                       | tenor         |                                                                 |
| Papa Clemente VII                                | papel hablado |                                                                 |
| Un cardenal                                      | papel hablado |                                                                 |
| Martín Lutero                                    | barítono      |                                                                 |
| Un servidor de Lutero                            | tenor         |                                                                 |
| Mauricio, elector de Sajonia                     | papel hablado |                                                                 |
| Solimán el Magnífico                             | bajo          |                                                                 |
| Su astrólogo                                     | tenor         |                                                                 |